# Peggy Büchse
Peggy Büchse, née le 9 septembre 1972 à Rostock (Allemagne), est une nageuse allemande, double championne du monde de nage en eau libre.

## Biographie
Elle fait des études en sciences de l'éducation et d'anglais à l'Université de Rostock.
En 1987, elle remporte le titre sur le 400 m nage libre lors des Championnats d'Europe juniors.
Lors des Championnats du monde 1994 à Rome, elle termine seulement 7e du 25 km en 7 h 11 min 42 s 5, loin derrière l'Australienne Melissa Cunningham (5 h 48 min 25 s 0). L'année suivante, aux Championnats d'Europe, elle réalise le doublé sur le 5 km et le 25 km et conserve son titre sur le 25 km deux ans plus tard, aux Europe 1997.
Aux Championnats du monde 1998, Peggy Büchse remporte deux médailles d'argent, sur le 5 km et 25 km. Elle termine également 4e du 25 km par équipes mixte et 5e du 5 km par équipe mixte. En 1999, elle devient championne d'Europe du 5 km en 1 h 1 min 56 s 6 en battant de deux dixièmes de secondes l'Italienne Viola Valli.
Double championne d'Europe lors des Championnats d'Europe de nage en eau libre 2000 à Helsinki sur le 5 km et le 25 km, elle remporte également l'or sur le 5 km et le bronze sur le 10 km lors des Championnats du monde la même année. Cette année-là, elle réfléchit à faire du 800 m en compétition pour tenter de participer aux Jeux olympiques (la nage en eau deviendra un sport olympique seulement en 2008).
En 2001, aux Championnats du monde à Fukuoka, elle remporte l'or sur le 10 km (2 h 17 min 32 s), deux jours après l'argent sur le 5 km (1 h 00 min 23 s). Sur le 10 km, elle bat la championne du monde en titre, la Néerlandaise Edith van Dijk et la Russe Irina Abysova.
Elle met fin à sa carrière en 2002 face au manque de reconnaissance au niveau olympique de son sport. Elle devient alors professeure de sport et maîtresse de conférence à l'Université de Ratisbonne puis à celle d'Augsbourg.
Dans le documentaire sur le dopage en République démocratique allemande, Unterstützende Mittel – Trauma des DDR-Sports, sorti en 2014, elle avoue avoir été dopé par ses entraîneurs au Turinabol.